# Сражение при Абвиле

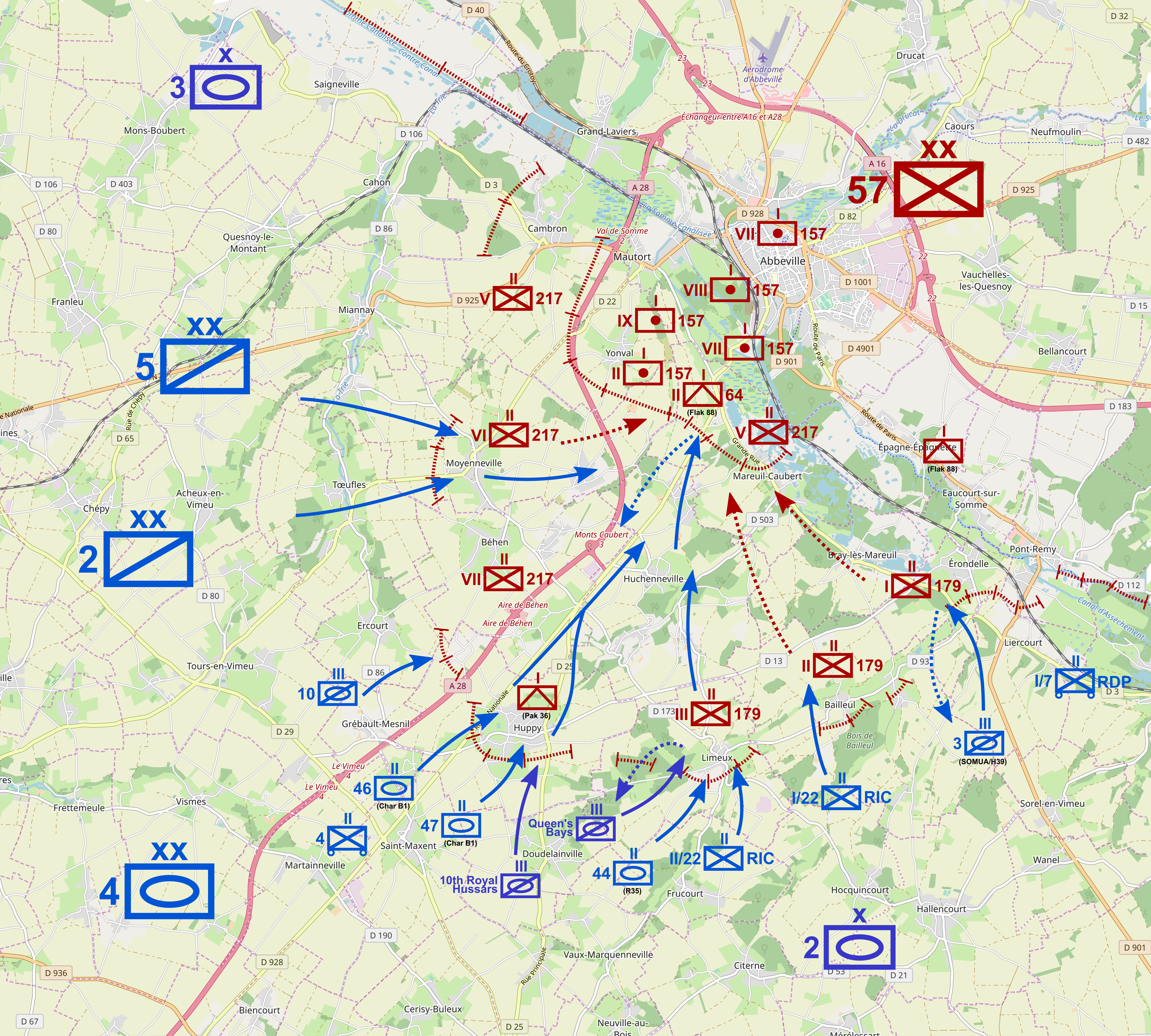
Карта сражения

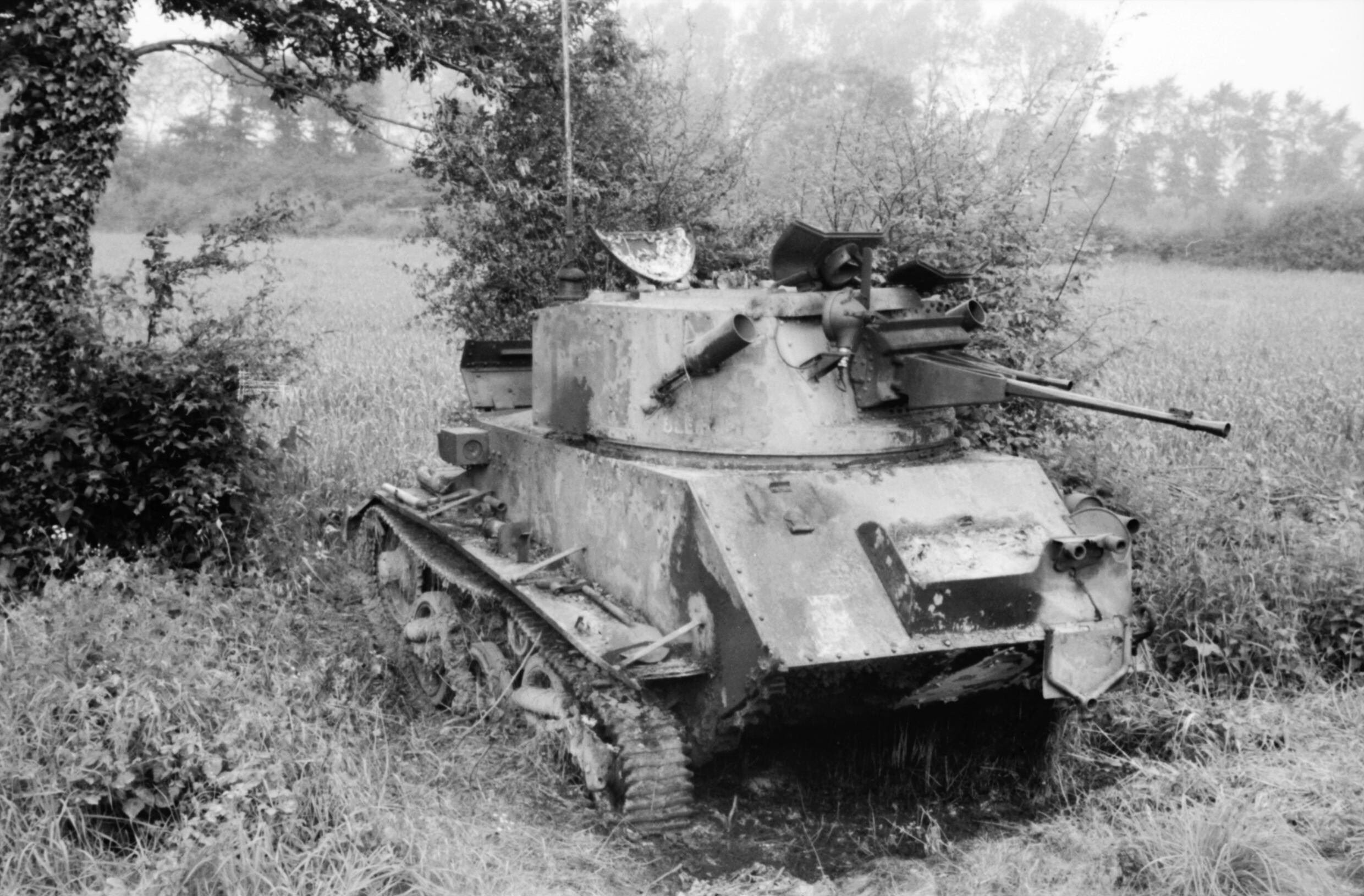
Британский танк, подбитый в ходе сражения

Сражение при Абвиле (фр. Bataille d'Abbeville) — одна из военных операций во время Западной кампании 1940 года. Неудачная попытка союзников ликвидировать немецкий плацдарм у Абвиля и восстановить связь с окружёнными у Дюнкерка англо-французскими войсками. 

## Военно-стратегическая ситуация
20 мая немецкие танковые дивизии, заняв Амьен и Абвиль, вышли к побережью Ла-Манша. Группировка французских, бельгийских и английских войск в Бельгии оказалась отрезанной от французских армий, находившихся южнее Соммы. Танковая группа Клейста повернула на север и северо-восток и нанесла удары в направлении Булонь, Кале и Сент-Омер. Выход немецко-фашистских танковых соединений к побережью Ла-Манша означал рассечение группировки союзников в Северной Франции.
22 мая в Венсене состоялось заседание верховного совета союзников. Вейган, главнокомандующий французской армией, изложил свой план контрнаступления: «Немецкие танковые дивизии должны погибнуть в ловушке, в которую они попались и которая захлопнется позади них». Верховный совет союзников утвердил предложения Вейгана. Этот план контрудара силами отсеченных армий на юг с целью соединения с французскими войсками на Сомме ограничился боями 21-22 мая под Аррасом, и союзники были вынуждены отвести свои войска на рубеж каналов в Дуэ, Ла-Басе, Бетюн. 
Несмотря на неуспех под Аррасом, союзники решили продолжить операцию с целью поймать в ловушку немецкие передовые бронетанковые части в конце долины Соммы и нанести удар с юга в районе Абвиля. К операции помимо пехотных соединений были привлечены силы французских трёх танковых и британской 1-й бронетанковой дивизии.

## Ход боёв
Атаки союзников начались 27 мая, в 6:00 утра, с огневого налета французской артиллерии. 2-я танковая дивизия при поддержке британской танковой бригады атаковала на правом фланге со стороны Окенкура, Фрюкура и Сен-Максана, между Бланжи и Абвилем, а 5-я танковая дивизия со стороны Бресла к северу от Гамаша. Атаки союзников провалились во многом из-за немецкого огня с близкого расстояния из 37-мм противотанковых пушек.
28 мая французские дивизии снова атаковали из Бресле, захватили несколько немецких аванпостов и достигли Соммы по обе стороны немецкого плацдарма, но не смогли захватить Абвиль и Сен-Валери. 
Прибывшая 4-я танковая дивизия полковника Де Голля (137 танков и 14 бронемашин) атаковала немецкие позиции по обе стороны дороги Бланжи-Абвиль. В 17:00 два танковых батальона уничтожили большую часть пулемётных гнезд на позициях противника. Немецкая контратака была отбита новой волной французских танков. Однако французская пехота не смогла угнаться за танками, и тем пришлось отойти, чтобы возобновить наступление с рассветом (в 04:00 утра). К тому времени, когда большая часть французских танков отошла, французская пехота продвинулась вглубь плацдарма примерно на 4,5 км. Территория, удерживаемая немцами, сократилась примерно до шестой части первоначальной площади. 
29 мая французы атаковали на плато Мон-Кобер силами 4-й, 2-й и 5-й танковых дивизий при поддержке оставшихся танков 1-й британской бронетанковой дивизии. Танки продвинулись по нижним западным и южным склонам плато, но им не удалось захватить плоскую вершину Мон-Кобер, с которой было хорошее поле для обстрела. 
Около 21:00 были атакованы фланги немецкого плацдарма, и французские части смогли продвинуться с востока и запада. Отступление немецкой пехоты вызвало панику среди тыловых частей. Наступление французов было остановлено подтягиванием частей вермахта из 2-й моторизованной дивизии. Орудия калибра 8,8 см создали огневую преграду у Мон-Кобер. Немецкие контратаки южнее Мон-Кобера стабилизировали ситуацию. Дальнейшие немецкие контратаки на запад, у Камброна, стали угрожать французам, и те были вынуждены перебросить танки с восточной на западную сторону плацдарма, чтобы отразить их.
30 мая французы возобновили атаку на Мон-Кобер, но после двух часов боя атака имела тот же результат, что и накануне: пехота, встретив отпор, залегла и вернулась в Бьенфе, а выдвинувшиеся вперёд танки были повреждены огнём 8,8 см зениток, бивших прямой наводкой. За исключением замка Марей, пехота союзников не добилась никаких успехов. Однако все пять немецких контратак были отбиты.
31 мая французы в утренней атаке вернули утраченный накануне лес Виллерс. 4 июня союзники провели последнюю неудачную атаку на плацдарм. На этом наступление, на которое они возлагали большие надежды, завершилось. 57-я баварская пехотная дивизия генерала Блюмма сумела удержать плацдарм южнее Абвиля.
По итогам боёв с франко-английской стороны потери составили 260 единиц бронетехники и 2900 человек убитыми, а с немецкой стороны — 1200 человек убитыми.